# Principi di fede ebraica
(Shemà Israel)

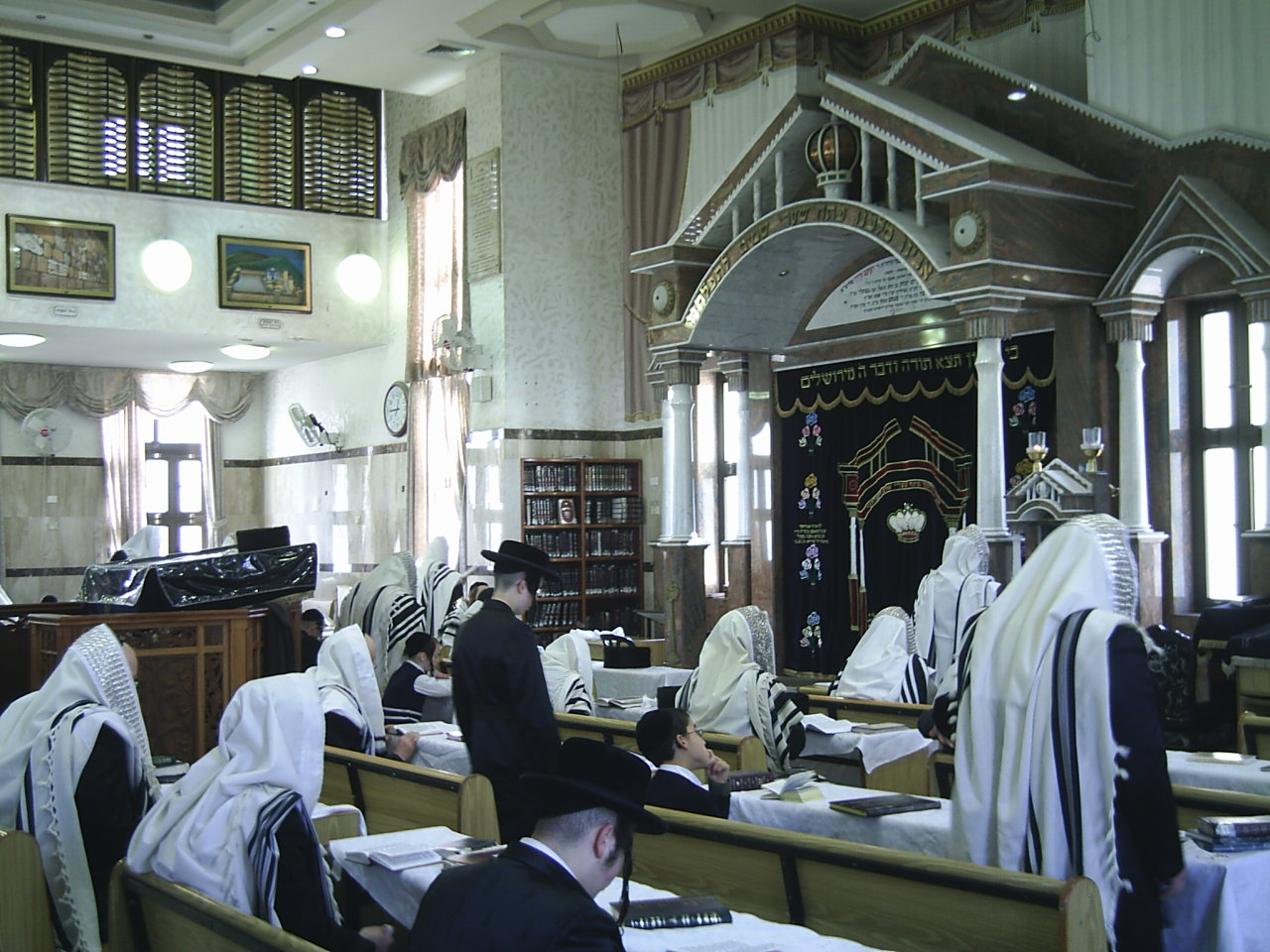
Luogo di fede e preghiera: la sinagoga Satmar di Gerusalemme.

Gli Ebrei hanno 10 comandamenti e 613 precetti. I principi di fede ebraica non esistono formalmente nell'ebraismo, come invece viene data una definizione in altre religioni monoteiste, per esempio nel cristianesimo.
Sebbene gli ebrei e i capi religiosi condividano un nucleo di principi monoteistici, e ci siano molti principi fondamentali citati nel Talmud per definire l'Ebraismo (spesso per quello che l'Ebraismo non è), non sussiste una formulazione tradizionale di principi di fede che siano o debbano essere riconosciuti da tutti gli ebrei osservanti.

## Storia
Nel corso dei secoli sono apparse svariate formulazioni di credenze ebraiche, e si dibatte tuttora sul numero di principi di base che esistono. Rabbi Joseph Albo, per esempio, nel suo Sefer Ha-Ikkarim conta tre principi di fede, invece Maimonide ne elenca tredici. Mentre alcuni rabbini successivi hanno tentato di conciliare le differenze, sostenendo che i principi di Maimonide sono compresi nella lista molto più breve di Albo, le liste alternative fornite da altre autorità rabbiniche medievali sembrano indicare un certo livello di tolleranza per prospettive teologiche varianti.
I vari principi che sono stati enumerati nel corso dei secoli passati, acquisiscono importanza secondo quella impartita loro dalla fama ed erudizione dei rispettivi autori, dato che tali principi diverrebbero più autorevoli solo se promulgati da profezia diretta, che si ritiene conclusa verso il IV o V secolo a.e.v.. L'autorità centrale nell'Ebraismo non è investita in una persona o gruppo specifici – sebbene il Sinedrio, la corte suprema ebraica, potrebbe adempiere al ruolo quando fosse ristabilito – ma negli scritti sacri dell'Ebraismo, le sue leggi e tradizioni. L'Ebraismo afferma l'esistenza e l'unicità di Dio e sottolinea il compimento di opere o comandamenti insieme all'adesione ad un rigoroso sistema di credenze. In contrasto con le tradizioni come il Cristianesimo, che richiedono un'identificazione più esplicita di Dio, la fede nell'Ebraismo richiede di onorare Dio attraverso un continuo confronto con l'identità divina.
L'Ebraismo Ortodosso ha evidenziato una serie di principi fondamentali nei suoi programmi educativi, soprattutto la convinzione che esiste un Dio unico, onnisciente e trascendente, che ha creato l'universo e continua ad interessarsene. L'Ebraismo tradizionale sostiene che Dio ha stabilito un'alleanza con gli ebrei sul Monte Sinai e ha rivelato loro le sue leggi e comandamenti, sotto la forma della Torah. Nell'ebraismo rabbinico, la Torah comprende sia quella scritta (come ad esempio il Pentateuco ma generalmente tutto il Tanakh) che una tradizione di legge orale, in gran parte codificata in successive scritture sacre, come ad esempio il Talmud ed il Midrash.
Tradizionalmente, la pratica e osservanza dell'Ebraismo si concentra sullo studio della Torah ed il rispetto di tali leggi e comandamenti. Nell'Ebraismo normativo, la Torah e quindi la legge ebraica stessa è immutabile, ma l'interpretazione della legge è più aperta. Lo studio e la comprensione della legge vengono considerati una mitzvah (comandamento).

## I concetti fondamentali

### Il monoteismo
L'Ebraismo si basa su un rigoroso monoteismo unitario e la credenza in un solo Dio indivisibile. La Shemà Israel, una della preghiere ebraiche più importanti, racchiude in se stessa la natura monoteistica dell'Ebraismo: "Ascolta, Israele, il Signore è il nostro Dio, il Signore è Uno".
"L'Ebraismo rigetta enfaticamente qualsiasi concetto di pluralità che riguardi Dio" esplicitamente refutando il politeismo, dualismo e trinitarianismo, che sono "incompatibili col monoteismo come inteso dall'Ebraismo". L'unità di Dio è affermata innumerevoli volte nella tradizione ebraica. È il secondo dei 13 principi di fede di Maimonide, e sempre Maimonide scrive in Yad, Yesode Ha-Torah 1.7, che "Questo Dio è Uno, non due o più di due, ma Uno l'unità del Quale è differente da tutte le altre unità che esistono. Egli non è uno come genere, che contiene molte specie, è uno. Né è Egli uno come corpo, contenente parti e dimensioni, è uno. Ma la Sua è un'unità della quale non esiste altra in nessun luogo".
Nella tradizione ebraica, concezioni dualistiche e trinitarie di Dio sono generalmente indicate come Shituf ("associazione"), vale a dire una credenza errata, ma non idolatra.

### Dio creatore dell'universo
Gli ebrei credono che Dio sia il creatore dell'universo. Tuttavia gli ebrei non credono in un'interpretazione letterale della narrativa creazionista del Genesi, e l'Ebraismo non sta in contraddizione tramite discussioni, quindi non ancora affrontate apertamente, col modello scientifico che pone l'età dell'universo a circa 13,75 miliardi di anni. Il filosofo Norbert Samuelson scrive: "... la questione della data dell'universo non è mai stata un problema per la filosofia ebraica, anche perché tale filosofia... non ha mai considerato il significato letterale della Bibbia come il suo significato rivelato, vero." Il rabbino Marc D. Angel scrive che "esiste una riluttanza generale nella tradizione ebraica a speculare sugli aspetti metafisici della creazione":
Moshe ben Maimon scrive che "per virtù dell'esistenza del Creatore ogni cosa esiste" e sostiene nella sua Guida dei Perplessi (2:13) che "il tempo stesso fa parte della creazione" e che quindi, "quando Dio viene descritto come esistente prima della creazione dell'universo, la nozione di tempo non deve essere intesa nel suo senso normale." Il filosofo del XV secolo Joseph Albo asseriva similmente nel suo Sefer ha-Ikkarim che ci sono due tipi di tempo: "Il tempo misurato, che dipende dal moto, e il tempo nell'astratto": quest'ultimo non ha origine ed è "lo spazio infinito del tempo prima che l'universo fosse creato". Albo sosteneva che "sebbene sia difficile concepire Dio come esistente in tale durata, è anche difficile immaginare Dio fuori dello spazio". Altri scrittori ebrei sono giunti ad una conclusione differente, come per esempio lo studioso del XIII secolo Bahya ben Asher, e lo studioso del XVI secolo Moses Almosnino, come anche l'insegnante chassidico del XVIII secolo Nachman di Breslov, che espresse l'idea - simile a quella espressa dallo scrittore neoplatonico Boezio - che Dio "vive nell'eterno presente" e trascende o è al di sopra del tempo.

### Natura di Dio

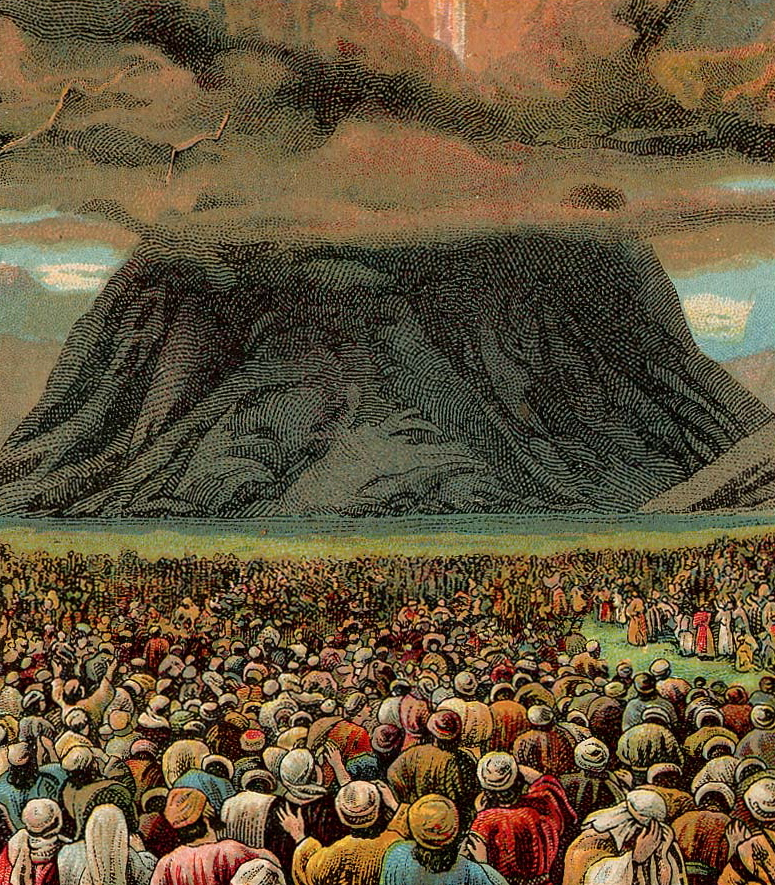
La rivelazione sul Monte Horeb nel 1312 a.e.v. in un'illustrazione di figurina biblica pubblicata dalla Providence Lithograph Company (1907).

La credenza ebraica è che Dio sia eterno, "senza inizio e senza fine", un principio affermato in numerosi passi biblici. I rabbini insegnavano un concetto "letteralmente ... davvero semplice" dell'eternità di Dio: che "Dio è eterno, ma non è dato all'uomo di esplorare il significato completo di questa idea" e così "non ci si può, quindi, aspettare di trovare nella letteratura rabbinica qualcosa di simile ad un esame dettagliato di cosa si intenda per l'eternità divina". Una famosa dichiarazione nella Mishnah sui tentativi di "squarciare il velo", asserisce: "Chi riflette su [queste] quattro cose, sarebbe meglio per lui che non fosse venuto al mondo: "Cosa c'è al di sopra? Cosa c'è sotto? Cosa c'è davanti? Cosa c'è dopo?"
L'opinione tradizionale ebraica è che Dio sia onnipotente, onnisciente e infinitamente buono.
Tuttavia, diversi pensatori ebraici hanno proposto un "Dio finito", a volte come risposta al problema del male e l'idea del libero arbitrio. Louis Jacobs scrive che i pensatori ebrei moderni come Levi Olan, riecheggiando alcuni scrittori classici ebraici, come il talmudista del XIV secolo Gersonide, hanno "pensato a Dio come limitato dalla Sua stessa natura cosicché, mentre Egli è infinito sotto certi aspetti, è finito in altri", il che fa riferimento al concetto, presente nelle fonti classiche, che "esiste una materia primordiale informe coesistente con Dio da tutta l'eternità, su cui Dio deve operare, e che Dio conosce solo il futuro in senso generale, ma non come le singole persone esercitano la propria scelta". In tema di onniscienza e libero arbitrio, Jacobs scrive che nel periodo medievale, tre punti di vista vennero proposti: quello di Maimonide, che asserì che Dio ha prescienza e l'uomo è libero; quello di Gersonide, che scrisse che l'uomo è libero e di conseguenza Dio non ha una conoscenza completa, e quello di Hasdai Crescas, che ha scritto in Or Adonai che Dio ha prescienza completa e quindi Dio non è veramente libero.
Numerosi scrittori ebrei hanno affrontato la questione della teodicea: se e come Dio sia onnipotente e infinitamente buono, data l'esistenza del male nel mondo, in particolare l'Olocausto (Shoah). Lo studioso veterotestamentario Jon Levenson sostiene che la dottrina dell'onnipotenza non concede la "dovuta importanza alle forze formidabili di resistenza e contrasto che si oppongono alla creazione" (come lo stato primordiale del caos esistente prima della creazione) e "ciò porta a trascurare il ruolo dell'umanità nel formare e determinare l'ordine del mondo. Hans Jonas ha proposto il "mito ipotetico" che "Dio 'abbia scelto' in origine di concedersi la possibilità e il rischio e la varietà infinita del divenire, entrando così nell'avventura dello spazio nel tempo." Jones ha espresso il parere che "Dio non crea il mondo con un fiat (sebbene Dio lo crei), ma lo governa introducendolo a nuove possibilità di divenire. Jonas, che è stato influenzato dall'esperienza dell'Olocausto, crede che Dio sia onnipresente, ma non "a tutti gli effetti atemporale, impassibile, immutabile e onnipotente in assoluto."
Gran parte dell'Ebraismo classico considera Dio quale divinità personale. Rabbi Samuel S. Cohon ha scritto che "Dio, come concepito dall'Ebraismo, non è solo la Causa Prima, la Potenza Creativa e la Ragione del Mondo, ma anche il Padre vivente e amorevole degli Uomini. Egli non è solo cosmico ma anche personale .... Il monoteismo ebraico concepisce Dio in termini di carattere definito o di personalità, mentre il panteismo afferma una visione di Dio come impersonale." Ciò è dimostrato dalla liturgia ebraica, come nell'inno Adon Olam, che include una "affermazione fiduciosa" che "Egli è il mio Dio, il mio Dio vivente ... Che ascolta e risponde". Edward Kessler scrive che la Bibbia ebraica "attesta un incontro con un Dio che ama con passione e che confronta l'umanità nei momenti tranquilli della sua esistenza." Il Rabbino Capo britannico Jonathan Sacks suggerisce che Dio "non è lontano nel tempo o distaccato, ma appassionatamente impegnato e presente". È importante notare che "il predicato 'personale' applicato a Dio" non vuol dire che Dio è corporeo o antropomorfo, idea che l'Ebraismo ha sempre respinto; ma piuttosto, "personalità" non si riferisce alla fisicità, ma "all'essenza interiore, psichica, razionale e morale." Sebbene la maggior parte degli ebrei creda che Dio può essere "sentito", si accetta tuttavia che "Dio non può essere compreso", perché "Dio è completamente diverso dal genere umano" (come dimostrato nella risposta che Dio dà a Mosè quando questi chiede il nome di Dio: "Io Sono Colui Che È"; Tutte le dichiarazioni antropomorfe su Dio "si intendono come metafore linguistiche, altrimenti sarebbe del tutto impossibile parlare di Dio."
Anche se il concetto dominante dell'Ebraismo è che Dio sia personale, esiste una "corrente alternativa di tradizione esemplificata da ... Maimonide" che, insieme a diversi altri filosofi ebrei, ha respinto l'idea di un Dio personale, il che riflette la sua convinzione nella teologia negativa: l'idea che Dio può essere descritto soltanto da ciò che Dio non è. Anche Rabbi Mordecai Kaplan, che ha sviluppato l'Ebraismo ricostruzionista e insegnato al Jewish Theological Seminary conservatore, ha refutato l'idea di un Dio personale, sostenendo invece il concetto di Dio "come forza, simile alla gravità, insito nella struttura stessa dell'universo", affermando inoltre che, "poiché l'universo è costruito in modo da permetterci di ottenere la felicità personale e la solidarietà comunitaria quando agiamo moralmente, ne consegue che vi è una forza morale nell'universo; questa forza è ciò che i Costruzionisti intendono come Dio", anche se alcuni Ricostruzionisti dopotutto credono in un Dio personale. Secondo Joseph Telushkin e Morris N. Kertzer, "il rifiuto razionalista [da parte di Kaplan] del concetto tradizionale ebraico di Dio ha esercitato una forte influenza su molti rabbini conservatori e riformatori, portando molti a smettere di credere in un Dio personale." L'indagine della National Survey of Youth & Religion del 2002-2003 e 2007-2008, indica che circa un terzo dei giovani ebrei americani crede "non in un Dio personale, ma in una forza cosmica vitale impersonale".

### La preghiera
L'Ebraismo ha spesso enfatizzato un monoteismo rigoroso e l'"esclusività della divinità" e la preghiera diretta a Dio; riferimenti ad angeli o altri intermediari non sono in genere considerati nella liturgia ebraica o nei libri di preghiera (siddur). Il quinto principio di Maimonide afferma che "il Creatore, sia benedetto il Suo Nome, è il solo a cui è giusto pregare e che non è giusto pregare ad altri che a Lui", e questo è spesso interpretato come una dichiarazione che "non si può pregare nessun altro o nessun'altra cosa. Questo principio insegna che Dio è Dio ed è l'unico che si può servire e lodare ... non è quindi corretto servire (angeli, stelle o altri elementi) o renderli intermediari per avvicinarci a Dio".
Tuttavia, la letteratura talmudica fornisce alcune prove di preghiera ebraica ad angeli e altri intermediari a partire dal I secolo dell'era volgare (e.v.), ed esistono diversi esempi di preghiera post-talmudica, tra cui un noto piyyut (inno liturgico) intitolato "Custodi della Misericordia" recitato prima e dopo Rosh haShanah nelle Selichot (preghiere penitenziali ebraiche).

### Ilmessia
L'Ebraismo riconosce un aldilà, ma non ha un modo unico o sistemico di pensare alla vita dopo la morte. L'Ebraismo pone la sua enfasi principale su Olam HaZeh (questo mondo), piuttosto che 'Olam Ha-Ba (il mondo a venire), e "le speculazioni sul Mondo a Venire sono marginali nell'Ebraismo tradizionale". Nel Pirkei Avot (Etica dei Padri), si dice che "un'ora di penitenza e di buone azioni in questo mondo sono meglio di tutta la vita del mondo a venire; ma un'ora di serenità spirituale nel mondo a venire è meglio di tutta la vita di questo mondo", che riflette sia la concezione dell'importanza della vita sulla Terra che quella del ristoro spirituale concesso ai giusti nel mondo a venire.
Gli ebrei respingono l'idea che Gesù di Nazaret sia il Messia e asserisce che il Messia non è ancora giunto. Nel corso di tutta la storia ebraica ci sono stati un certo numero di falsi messia, tra cui in particolare Simon Bar Kokheba e Sabbatai Zevi, i cui seguaci erano conosciuti come sabbatiani.
Il dodicesimo dei 13 principi di fede maimonidei afferma: "Credo con fede assoluta nella venuta del messia (mashiach) e, anche se dovesse tardare, pur tuttavia attendo ogni giorno la sua venuta." Gli ebrei ortodossi ritengono che un futuro messia ebreo (il Mashiach, "l'unto") sarà un re che governerà il popolo ebraico in modo indipendente e secondo la legge ebraica. In una visione tradizionale, il Messia veniva inteso come discendente umano di Re Davide (cioè, della Stirpe di Davide).
L'Ebraismo liberale e quello Riformato non credono nell'arrivo di un messia umano che riunisca letteralmente gli ebrei nella Terra d'Israele e causi la risurrezione fisica dei morti. Gli ebrei riformati invece si concentrano su un'età futura - il Mondo a venire - nel quale si realizzi un mondo perfezionato di giustizia e di misericordia.

## Le scritture sacre

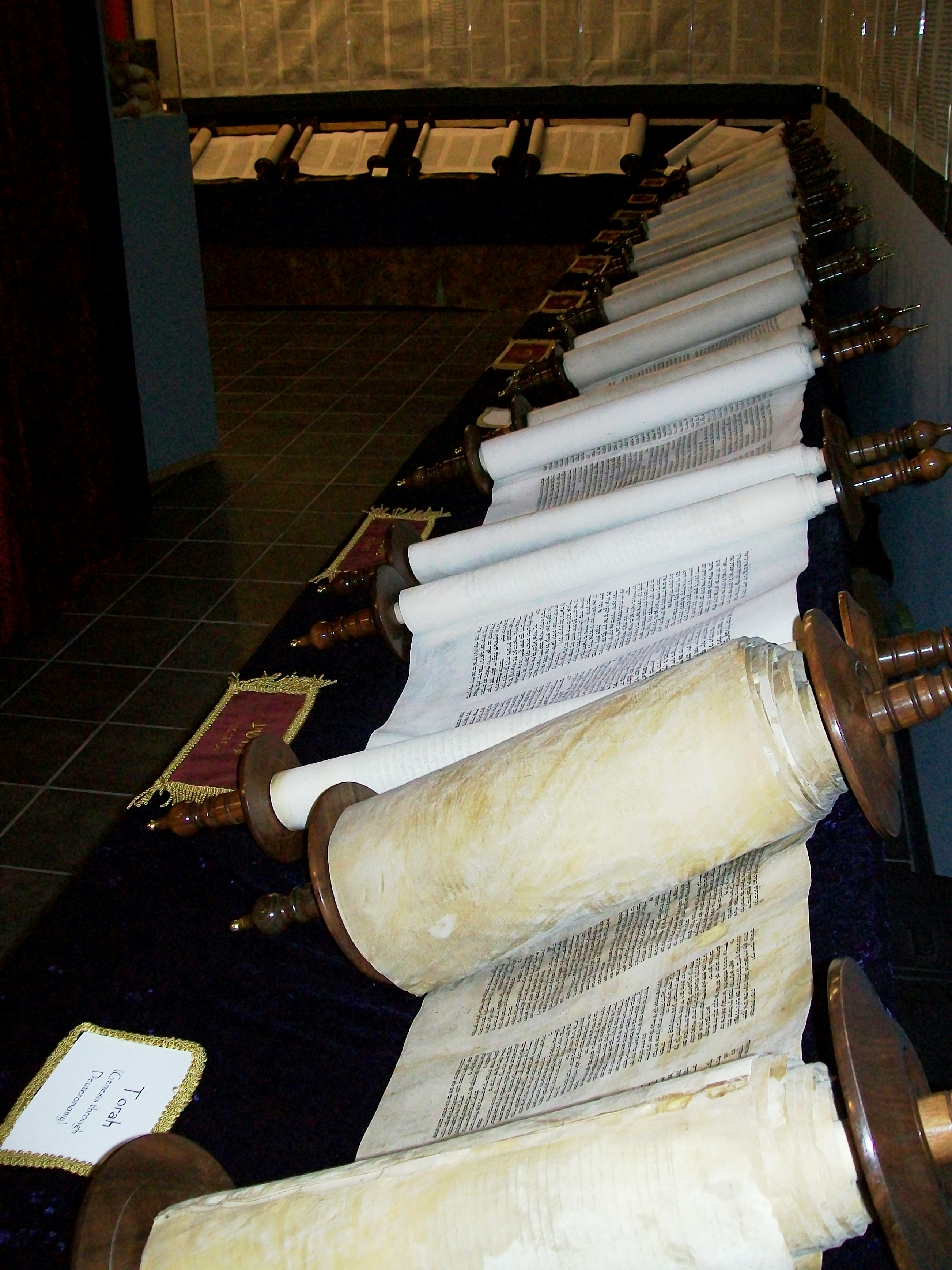
Serie completa di rotoli che costituiscono l'intero Tanakh.

La Bibbia ebraica o Tanakh è il canone scritturale ebraico e la fonte centrale della Legge giudaica. La parola è un acronimo formato dalle lettere ebraiche iniziali ("TKN") delle tre suddivisioni tradizionali della Bibbia: La Torah ("Insegnamento", noto anche come i Cinque Libri di Mosè o Pentateuco), i Neviim ("Profeti") e i Ketuvim ("Scritti"). Il Tanakh contiene 24 libri in tutto; la sua versione più autorevole è il Testo masoretico. Tradizionalmente, si afferma che il testo del Tanakh sia stato consolidato dal Concilio di Jamnia nel 70 e.v., sebbene ciò sia incerto. Nell'Ebraismo, il termine "Torah" si riferisce non soltanto ai Cinque Libri di Mosè, ma anche a tutte le Scritture ebraiche (l'insieme del Tanakh) e le istruzioni etiche e morali dei rabbini (la Torah Orale).
Oltre al Tanakh, esistono altre due tradizioni testuali nell'Ebraismo: la Mishnah (trattati che esplicano la Legge ebraica) e il Talmud (commentario della Mishnah e Torah). Entrambi sono codifiche e redazioni della tradizione orale ebraica e le opere più importanti dell'Ebraismo rabbinico.
Il Talmud si compone del Talmud babilonese (prodotto a Babilonia verso il 600 e.v.) e del Talmud di Gerusalemme (prodotto in Terra d'Israele verso il 400 e.v.) Il Talmud babilonese è il più esteso dei due ed è considerato il più importante. Il Talmud è una riproposta della Torah mediante "profonda analisi e argomentazione" con "dialogo prolungato e dibattito" tra saggi rabbinici. Il Talmud consiste della Mishnah (codice legale) e della Ghemara (aramaico: "imparare"), che è l'analisi e il commento della prima. Rabbi Adin Steinsaltz scrive che "Se la Bibbia è la pietra angolare dell'Ebraismo, il Talmud ne è il pilastro centrale ... Nessun'altra opera ha avuto una simile influenza sulla teoria e la pratica della vita ebraica, plasmandola" e sostiene:
Anche se basato sui principi della tradizione e sulla trasmissione di autorità da generazione a generazione, è senza pari nel suo desiderio di ricercare e riesaminare le convenzioni e le opinioni esistenti e per sradicarne le cause sottostanti. Il metodo talmudico di discussione e dimostrazione cerca di approssimare la precisione matematica, ma senza ricorrere a simboli matematici o logici.
... il Talmud è l'incarnazione del grande concetto mitzvat talmud Torah - il dovere positivo religioso di studiare Torah, di acquisire conoscenza e saggezza, studio che è fine a se stesso e propria ricompensa.»

### La parola di Mosè

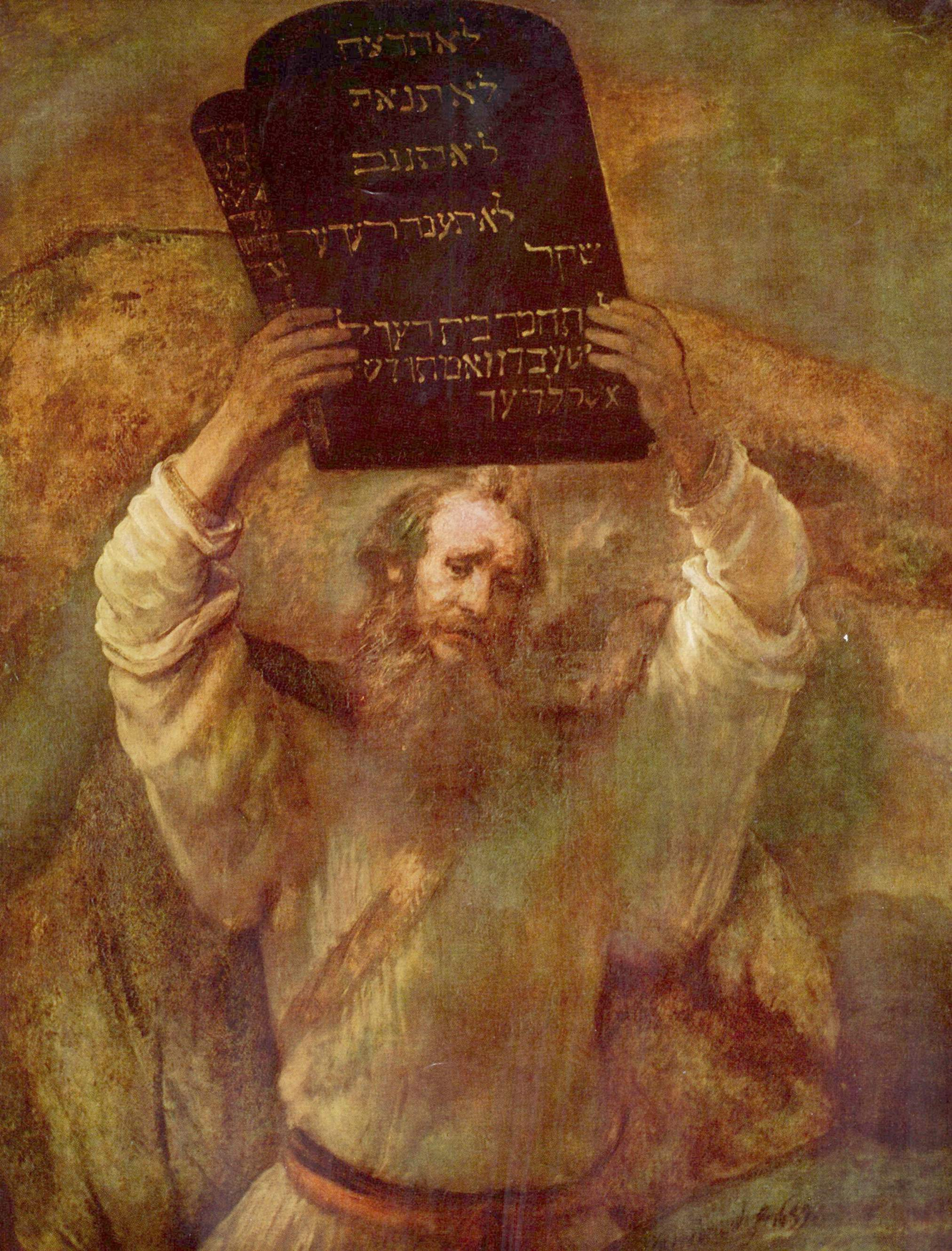
Mosè e le Tavole dei Dieci Comandamenti, di Rembrandt (1659).

Gli ebrei ortodossi e conservatori ritengono che le profezie di Mosè siano vere; egli è ritenuto il capo di tutti i profeti, anche di quelli che sono venuti prima e dopo di lui. Questa convinzione è stata espressa da Maimonide, il quale ha scritto che "Mosè era superiore a tutti i profeti, sia che lo abbiano preceduto o sorti successivamente. Mosè raggiunse il livello umano più alto possibile. Ebbe una percezione di Dio ad un livello che ha superato ogni essere umano che sia mai esistito .... Dio ha parlato a tutti gli altri profeti per mezzo di un intermediario. Solo Mosè non ne ebbe bisogno; questo è ciò che la Torah intende quando Dio dice "da bocca a bocca, parlerò con lui". Il grande filosofo ebreo Filone d'Alessandria definisce questo tipo di profezia come livello straordinariamente elevato di comprensione filosofica, raggiunto da Mosè e che gli ha permesso di scrivere le Torah tramite una sua propria deduzione razionale della legge naturale. Maimonide, nei suoi Commentario alla Mishnah (prefazione al capitolo "Chelek", trattato Sanhedrin) e Mishneh Torah (nelle Leggi delle fondamenta della Torah, cap. 7), descrive un simile concetto di profezia, e dal momento che una voce che non ha avuto origine da un corpo non può esistere, la conoscenza di Mosè si basò sulle sue alte concezioni filosofiche. Tuttavia, ciò non implica che il testo della Torah debba essere inteso letteralmente, come asserisce il Caraismo. La tradizione rabbinica sostiene che Dio trasmise non solo le parole della Torah, ma anche il significato della Torah. Dio diede le regole su come le leggi dovevano essere comprese ed applicate, e queste sono state tramandate da una tradizione orale. Tale legge orale è stata tramandata di generazione in generazione e, infine, messa per iscritto quasi 2000 anni dopo, nella Mishnah e i due Talmud.
Per gli ebrei riformati, la profetizzazione di Mosè non è il più alto grado di profezia; piuttosto essa è stata la prima di una lunga catena di rivelazioni progressive in cui l'uomo ha gradualmente cominciato a capire sempre meglio la volontà di Dio. Come tali, i riformati sostengono, le leggi di Mosè non sono più vincolanti ed è la generazione attuale che deve valutare ciò che Dio vuole. Questo principio è rifiutato dalla maggior parte degli ebrei ricostruzionisti, ma per un motivo diverso: la maggior parte sostiene infatti che Dio non è un essere con volontà – affermano quindi che nessuna volontà può essere rivelata.

### La Torah
La Torah è composta da 5 libri chiamati in italiano Genesi, Esodo, Levitico, Numeri e Deuteronomio. Essi raccontano la Storia degli Ebrei e contengono anche i comandamenti che gli ebrei devono osservare.
L'Ebraismo rabbinico sostiene che la Torah esistente tuttora sia la stessa che fu data a Mosè da Dio sul Monte Sinai. Maimonide spiega: "Non sappiamo esattamente come la Torah sia stata trasmessa a Mosè. Ma quando fu trasmessa, Mosè l'ha semplicemente scritta come un segretario scrive sotto dettatura .... [Così] ogni versetto della Torah è ugualmente santo, poiché tutti provengono da Dio, e sono tutti parte della Torah di Dio, che è perfetta, santa e vera."
Gli ebrei haredi in generale credono che la Torah oggi non sia diversa da quella che è stata data da Dio a Mosè, con solo i più infinitesimali errori di trascrittura. Molti altri ebrei ortodossi indicano che nel corso dei millenni, alcuni errori di trascrittura sono stati riscontrati nel testo della Torah. Essi rilevano che i masoreti (VII-X secolo) ebbero a confrontare tutte le varianti conosciute della Torah al fine di creare un testo definitivo. Tuttavia, anche in base a questa posizione che sostiene che i rotoli in possesso degli ebrei oggi non sono perfetti alla lettera, sono comunque e certamente il textus receptus della Torah in parole perfette, divinamente rivelate a Mosè. In effetti il consenso dell'autorità rabbinica ortodossa pone questa credenza nella natura verbalmente perfetta del rotolo della Torah come una condizione prerequisito non negoziabile per l'adesione all'ortodossia ebraica.
Ci sono tuttavia, anche in moderni ambienti ortodossi, alcuni rabbini (ad esempio, il professor Marc Shapiro) che indicano numerose fonti rabbiniche di epoca talmudica, post-talmudica e medievale che sostengono che ci sono stati alcuni cambiamenti al testo, tra cui passi interi, e che furono fatti deliberatamente durante l'era mishnaica, e anche durante il periodo del Primo Tempio. Il professor Shapiro elenca i numerosi rabbini medievali che discutono le modifiche e le aggiunte che verificarono durante il periodo di Esdra lo Scriba, nella sua opera The Limits of Orthodox Theology: Maimonides' Thirteen Principles Reappraised (I limiti della teologia ortodossa: i tredici principi di Maimonide rivalutati).

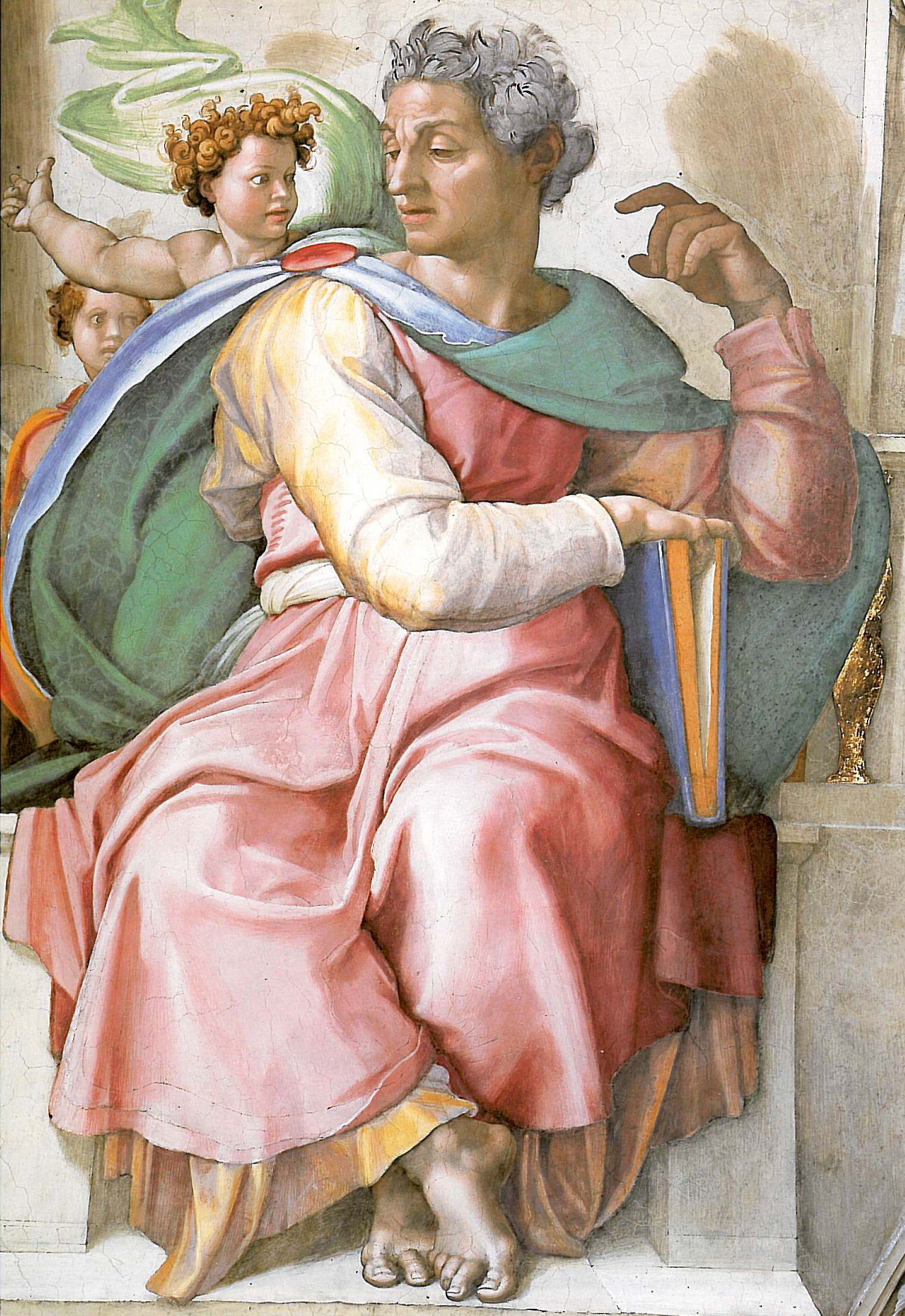
Il profeta Isaia. Affresco di Michelangelo Buonarroti nella Cappella Sistina.

I Nevi'im, i libri dei Profeti, sono considerati divini e veri. Ciò non implica che siano sempre letti letteralmente: la tradizione ebraica ha sempre mantenuto che i profeti usassero metafore e analogie, e perciò esistono molti commentari che spiegano ed elucidano i brani metaforici.

#### Torah Orale
Molti ebrei ortodossi reputano la Torah scritta e la Torah orale come la stessa che Mosè ha insegnato, a tutti gli effetti. Gli ebrei conservatori tendono a credere che gran parte della Legge orale sia divinamente ispirata, mentre gli ebrei riformati e ricostruzionisti ebrei tendono a vedere tutta la Legge orale come una creazione del tutto umana. Tradizionalmente, il movimento riformato afferma che gli ebrei fossero obbligati ad obbedire i comandamenti etici, ma non quelli rituali, anche se oggi molti ebrei riformati hanno adottato molte pratiche rituali tradizionali. Gli ebrei caraiti tradizionalmente considerano autorevole la Torah scritta, ma considerano la Legge orale, solo come una possibile interpretazione della Torah scritta. La maggior parte degli ebrei ortodossi moderni concordano sul fatto che, mentre certe leggi all'interno della Legge orale sono stati date a Mosè, la maggior parte delle leggi talmudiche sono derivate organicamente dai rabbini delle epoche mishnaica e talmudica.

#### La relazione di Dio con l'uomo
L'Ebraismo si concentra maggiormente su come Dio definisca l'uomo, piuttosto che su come si definisca Dio.
Vi è quindi una particolare attenzione su ciò che l'uomo debba essere o fare, più che precisare le credenze teologiche.
(da “I racconti dei Chassidim”, di Martin Buber)
Nella religione ebraica “Dio è verità” (preghiera ebraica dello “Shema”). Allora quindi il legame di fede con Dio non verte soltanto sulla certezza della sua esistenza e della conoscenza della sua sapienza tramite la rivelazione ma appunto anche nella coscienza di sé in quanto fedele e la fede è ciò da cui si inizia: “Se non fossi io per me?” “…e, se non ora, quando?” Ed Hillel diceva: “Se io fossi per me solo, che sono?” (“Pirkei Avot”)

#### Si nasce con la tendenza a fare sia il bene che il male
L'Ebraismo afferma che le persone nascono sia con una yetzer ha-tov (יצר הטוב), un'inclinazione o impulso a fare il bene, sia con una yetzer hara (יצר הרע), un'inclinazione o impulso a fare il male. Queste frasi rispecchiano il concetto che "in ogni persona esistono nature opposte continuamente in conflitto tra di loro" e sono citate molte volte nella tradizione rabbinica.
Così gli esseri umani hanno il libero arbitrio e possono scegliere il percorso di vita che desiderano. I rabbini riconoscono anche un valore positivo nella yetzer hara: senza yetzer hara non ci sarebbe civiltà o altri prodotti del lavoro umano. Midrash (Bereshit Rabbah 9:7) afferma: "Senza l'inclinazione al male, nessuno avrebbe figli, costruirebbe case, o farebbe una carriera". L'implicazione è che yetzer ha-tov e yetzer hara siano meglio comprese non solo come categorie morali di bene e male, ma come conflitto insito nell'uomo tra orientamenti altruisti ed egoisti.
L'Ebraismo riconosce due classi di "peccato": offese contro le persone e offese contro Dio. Le offese contro Dio vengono considerate come violazioni del patto (l'alleanza tra Dio e i Figli di Israele). Un'opera rabbinica classica, Avoth de-Rabbi Natan, narra: "Una volta, quando Rabban Yochanan ben Zakkai stava passeggiando a Gerusalemme con Rabbi Yehosua, arrivarono presso le rovine del Tempio di Gerusalemme. "Guai a noi," esclamò Rabbi Yehosua, "poiché questo edificio dove si espiavano i peccati di Israele ora giace in rovina!" Rabban Yochanan rispose, ""Abbiamo un'altra fonte di espiazione altrettanto importante, la pratica di gemiluth ḥasadim (gentilezza amorevole=amore), come si legge: "Voglio l'amore e non il sacrificio" (Osea 6.6). Inoltre, il Talmud babilonese insegna che "sia Rabbi Yochanan che Rabbi Eleazar spiegano che, fintanto che il Tempio esisteva, l'altare espiava per Israele, ma ora la propria tavola espia [quando i poveri sono invitati come ospiti]" (Talmud, Trattato Berachoth 55a). Allo stesso modo, la liturgia dei "Giorni di timore reverenziale" (le grandi feste ebraiche, cioè Rosh haShanah e Yom Kippur) afferma che preghiera, pentimento e zedaqah espiano il peccato.
L'Ebraismo rifiuta la credenza del "peccato originale". Sia l'Ebraismo antico che quello moderno insegnano che ogni persona è responsabile delle proprie azioni. Tuttavia, l'esistenza di una qualche "innata peccaminosità in ogni essere umano è stata discussa" sia in fonti bibliche (Genesi 8.21, Salmi 51.5) e post-bibliche. Alcune fonti apocrife e pseudepigrafiche esprimono pessimismo sulla natura umana ("Un granello di mal seme fu seminato nel cuore di Adamo dall'inizio") e il Talmud (Avodah Zarah 22b) presenta un passaggio inusuale che Edward Kessler descrive come segue: "il Serpente ha sedotto Eva in paradiso e l'ha impregnata di abiezione spirituale e fisica, che è stata tramandata da una generazione all'altra", ma la rivelazione del Sinai e il dono della Torah ha purificato Israele. Kessler afferma inoltre: "Anche se è evidente che la fede in una qualche forma di peccato originale esisteva nell'Ebraismo, non divenne insegnamento tradizionale, né fissato dogmaticamente", ma è rimasto ai suoi margini.

#### Ricompensa e punizione
Il punto di vista ebraico dominante è che Dio premierà coloro che osservano i Suoi comandamenti e punirà coloro che li trasgrediscono intenzionalmente. Esempi di premi e punizioni sono descritti in tutta la Bibbia e in tutta la letteratura rabbinica classica (cfr. Libero arbitrio). La comprensione comune di questo principio è accettato dalla maggioranza degli ebrei Ortodossi e Conservatori e da molti Riformati, ma è generalmente respinta dai Ricostruzionisti.
La Bibbia contiene riferimenti a Sheol, letteralmente "tenebre", come la destinazione comune dei morti, che può essere paragonato all'Ade delle religioni antiche. Nella tradizione posteriore il termine viene interpretato sia come Inferno o come espressione letteraria della morte o della tomba in generale.

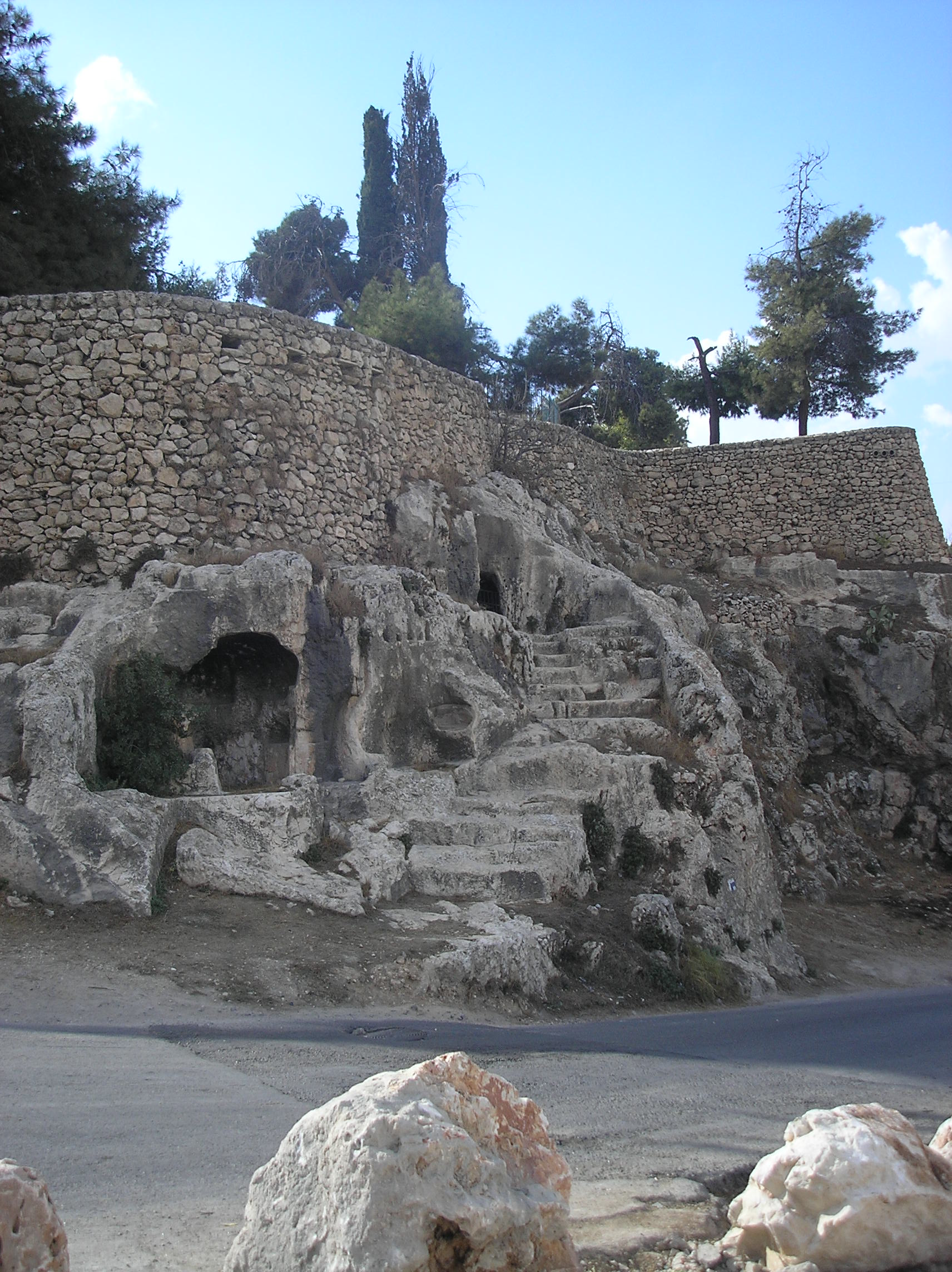
Tombe nella Valle di Gehinnom, Israele.

Secondo certi passi aggadici del Talmud, Dio giudica chi ha osservato i suoi comandamenti e chi non li ha osservati e in quale misura. Coloro che non "passano l'esame", vanno in un luogo di purificazione (a volte indicato come Gehinnom, cioè l'Inferno, ma più simile al Purgatorio cristiano) per "imparare la lezione". Non vi è, di solito, dannazione eterna. La maggioranza delle anime vanno in tale luogo di espiazione per un periodo limitato di tempo (meno di un anno). Alcune categorie vengono citate come non aventi "alcun ruolo nel mondo a venire", ma questo sembra significare annientamento, piuttosto che un'eternità di tormenti.
Filosofi razionalisti, come Maimonide per esempio, credevano che Dio in realtà non concedesse premi e punizioni in quanto tali. In questa prospettiva, si trattava di credenze necessarie alle masse per mantenere una società strutturata e incoraggiare l'osservanza dell'Ebraismo. Tuttavia, una volta che uno imparava la Torah correttamente, allora poteva poi imparare le verità superiori. Secondo questa concezione, la natura della ricompensa è che se una persona ha perfezionato il suo intelletto al massimo grado, allora la parte del suo intelletto che si collega a Dio - con l'intelletto agente - verrebbe immortalata e godrebbe della "Gloria della Presenza" per tutta l'eternità. La punizione sarebbe semplicemente che ciò non accadrebbe; nessuna parte del proprio intelletto verrebbe immortalata con Dio (cfr. "La Divina Provvidenza nel pensiero ebraico").
La Cabala ebraica (la tradizione mistica dell'Ebraismo) contiene ulteriori elaborazioni, anche se alcuni ebrei non le considerino autorevoli. Ad esempio, la Cabala ammette la possibilità di reincarnazione, cosa che è generalmente respinta dai teologi ebrei non mistici e dai filosofi. Si crede inoltre in una triplice anima, il cui livello più basso (nefesh o vita animale) si dissolve negli elementi, lo strato intermedio (ruach o intelletto) va al Gan Eden (Paradiso), mentre il livello più alto (neshamah o spirito) cerca l'unione con Dio.
Molti ebrei considerano "Tiqqun 'Olam" (o riparazione/perfezionamento del mondo) come un motivo fondamentale per la creazione del mondo da parte di Dio. Pertanto, il concetto di "vita dopo la morte", nella visione ebraica, non è incoraggiata come unico fattore motivante nella pratica dell'Ebraismo. Infatti si ritiene che uno possa raggiungere la vicinanza a Dio anche in questo mondo, mediante la perfezione morale e spirituale.

#### Israele eletto per uno scopo
Dio scelse il popolo ebraico per un'alleanza unica e speciale; la descrizione di questo patto è la Torah stessa. Contrariamente alla credenza popolare, gli ebrei non si limitano a dire che "Dio ha scelto gli ebrei". Questa affermazione, di per sé, non esiste in nessuna parte del Tanakh (la Bibbia ebraica). Tale diritto potrebbe implicare che Dio ama solo il popolo ebraico, che solo gli ebrei possono essere vicini a Dio, e che solo gli ebrei possono avere una ricompensa celeste. La vera affermazione fatta è che gli ebrei furono scelti per una missione specifica, un dovere: per essere una luce alle nazioni, e avere un patto con Dio come descritto nella Torah. L'Ebraismo ricostruzionista respinge anche questa variante di elezione, di popolo eletto, come moralmente superata.
Rabbi Immanuel Jakobovits, ex Rabbino Capo della Gran Bretagna, descrive la visione tradizionale ebraica su questo tema: "Sì, io credo nel concetto del popolo eletto come affermato dall'Ebraismo nelle sue Sacre Scritture, nelle sue preghiere e nella sua tradizione millenaria. In verità, io credo che ogni popolo – e di fatto, in maniera più limitata, ogni individuo – sia eletto o destinato a qualche scopo speciale per realizzare i disegni della Provvidenza. Però, alcuni compiono la loro missione e altri no. Forse i greci furono scelti per i loro contributi unici all'arte e alla filosofia, i romani per i loro servizi innovativi in materia di diritto e di governo, gli inglesi per portare la regolamentazione parlamentare nel mondo, e gli americani per introdurre la democrazia in una società pluralistica. Gli ebrei furono scelti da Dio per essere riservati a Me come i pionieri della religione e della morale: ciò fu ed è il loro scopo nazionale."

## La liturgia
Sebbene in una certa misura incorporate nella Liturgia e utilizzate per scopi di istruzione, queste formulazioni dei principi cardine dell'Ebraismo hanno l'importanza a loro impartita dai rispettivi autori e dalla loro fama sapienziale. Nessuna di esse ha acquisito un carattere autorevole analogo a quello dato dal Cristianesimo alle sue tre grandi formule di fede (il simbolo degli apostoli, il simbolo niceno-costantinopolitano e il simbolo atanasiano), o la Kalimat al-Shahāda dei musulmani. Nessuno dei molti sommari prodotti dalle penne di filosofi ebrei e rabbini è stato investito di importanza paragonabile e/o equiparabile.

## La conversione all'ebraismo

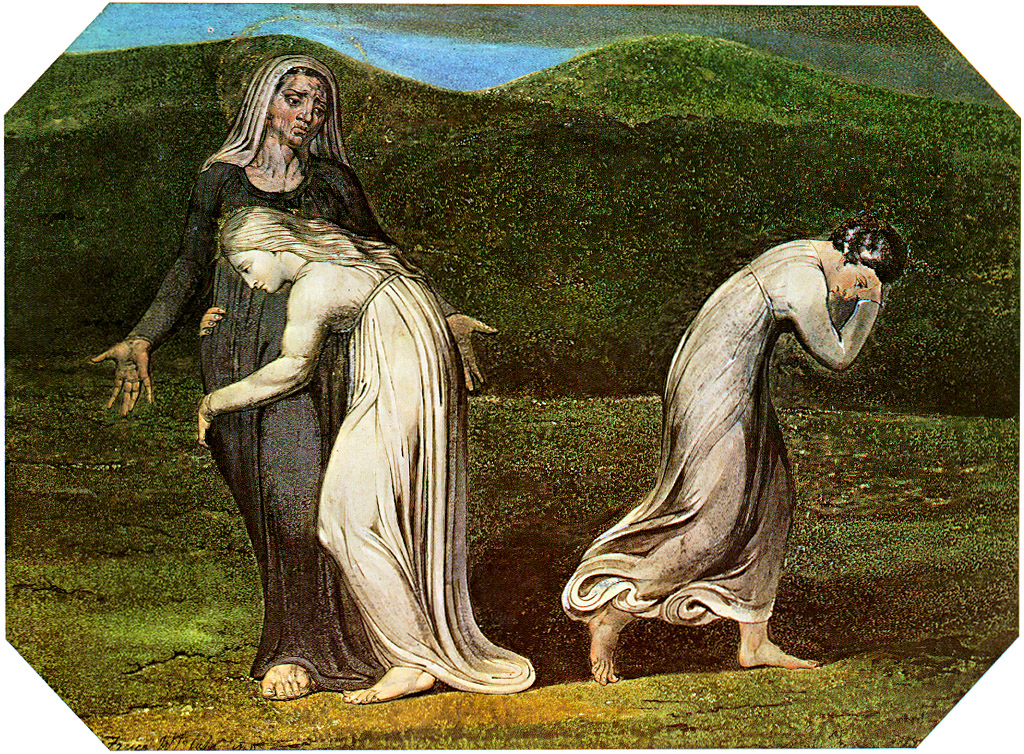
Noemi supplica Rut e Orpa a ritornare in terra moabita, dipinto di William Blake (1795).

A differenza di molte altre religioni, l'Ebraismo non ha fatto forti tentativi di convertire i non-ebrei, anche se la conversione formale è permessa. La rettitudine, secondo la fede ebraica, non è limitata soltanto a coloro che hanno accettato la religione ebraica. E i giusti tra le nazioni che osservano le sette leggi fondamentali del Patto con Noè (Leggi noachiche) e la sua discendenza, sono riconosciuti a condividere la felicità dell'aldilà. Questa interpretazione della condizione dei non-ebrei ha reso inutile lo sviluppo di un atteggiamento missionario. Inoltre, le norme per la ricezione dei proseliti, sviluppate nel corso del tempo, dimostrano il carattere eminentemente pratico, cioè non-confessionale dell'Ebraismo. Il rispetto di alcuni riti - l'immersione nel mikveh (bagno rituale), il brit milà (circoncisione rituale), e l'accettazione delle mitzvot (comandamenti della Torah) come vincolanti - è la prova della fede dell'aspirante convertito. I proseliti sono istruiti sui principali punti della Legge ebraica, mentre la professione di fede richiesta si limita al riconoscimento dell'unità di Dio e il rifiuto dell'idolatria. Judah ha-Levi (Kuzari 1.115) pone l'intera questione in modo sorprendente quando dice:
Per la preparazione del convertito, quindi, non viene impiegato nessun altro metodo di insegnamento se non quello richiesto per colui che è nato ebreo. Lo scopo dell'insegnamento è di trasmettere una conoscenza della Halakhah (legge ebraica), obbedienza alla quale si manifesta con l'accettazione dei principi religiosi basilari, vale a dire, l'esistenza di Dio e la missione di Israele come popolo dell'Alleanza.

### I principi di fede e le mitzvot
La controversia se la pratica dei precetti mitzvot nell'Ebraismo sia intrinsecamente connessa ai principi di fede ebraici, è stata dibattuta da molti studiosi. Moses Mendelssohn, nella sua Gerusalemme, ha difeso il carattere non dogmatico della pratica dell'Ebraismo. Piuttosto, egli ha affermato, le credenze dell'Ebraismo, anche se rivelate da Dio nella Bibbia, si compongono di verità universali applicabili a tutta l'umanità. Rabbi Leopold Löw, insieme ad altri, ha sostenuto una tesi opposta e ha ritenuto che la teoria mendelssohniana sia stata portata oltre i suoi confini interpretativi legittimi. Alla base dell'osservanza della Legge sta sicuramente il riconoscimento di alcuni principi fondamentali, Löw asserisce, che culminano nella fede in Dio e nella Rivelazione, e similmente nella dottrina della giustizia divina.
Il primo a tentare di formulare principi ebraici di fede fu Filone d'Alessandria, che enumerò cinque articoli: Dio è e regna; Dio è uno; il mondo è stato creato da Dio; la Creazione è una; e la provvidenza divina governa la Creazione.

### Fede nella Legge Orale
Molti rabbini furono coinvolti in controversie con ebrei e non-ebrei, e dovettero fortificare la loro fede contro gli attacchi della filosofia contemporanea, nonché contro lo sviluppo dominante del Cristianesimo. La Mishnah (Trattato Sanhedrin xi. 1) esclude dal Mondo a venire gli Epicurei e coloro che negano la fede nella risurrezione o l'origine divina della Torah. Rabbi Akiva considerava eretici anche chi leggeva i Sefarim Hetsonim - certi scritti estranei che non erano canonizzati - oltre a quei soggetti che guarivano mediante formule magiche esoteriche. Abba Saul designava come sospetto di infedeltà quanti pronunciavano il Nome ineffabile di Dio. Implicitamente, la dottrina opposta poteva essere considerata come ortodossa. D'altra parte, Akiva stesso dichiara che il comandamento di amare il prossimo è il principio fondamentale della Torah, mentre il rabbino Ben Asa assegna questa distinzione al versetto biblico: "Questo è il libro delle generazioni dell'uomo".
La definizione di Hillel il Vecchio nella sua intervista con un aspirante alla conversione (Talmud, Trattato Shabbat 31a), afferma la regola d'oro come articolo fondamentale della fede. Un insegnante del III secolo, il rabbino Simlai, traccia lo sviluppo di principi religiosi ebraici da Mosè con i 613 mitzvot di proibizione e di ingiunzione; poi Davide, il quale, in base a questo rabbino, ne enumera undici; e Isaia, con sei; e Michea, con tre; poi Abacuc che con semplicità e accortezza riassume la fede religiosa in una singola frase: "Il pio vive nella sua fede" (Talmud, Mak., verso la fine). Siccome la legge ebraica prescrive che si deve preferire la morte ad un atto di idolatria, all'incesto, all'impudicizia, o all'omicidio, è evidente inferenza che i rispettivi principi positivi sono ritenuti articoli fondamentali dell'Ebraismo.

### Fede durante l'era medievale
La formazione dettagliata di articoli di fede non incontrò il favore dell'Ebraismo prima dell'era medievale, quando gli ebrei furono costretti a difendere la propria fede da inquisizioni, dispute e polemiche sia islamiche che cristiane. La necessità di difendere la loro religione contro gli attacchi di altre filosofie indusse molti leader ebrei a definire e formulare le proprie credenze. Saadya Gaon, col suo Emunot ve-Deot, espose i principi fondamentali dell'Ebraismo elencandoli così:
Yehuda Ha-Levi ha cercato, con l'opera Kuzari, di determinare i fondamenti dell'Ebraismo su un'altra base. Respinge tutti gli appelli alla ragione speculativa, ripudiando il metodo del Motekallamin. I miracoli e le tradizioni sono, nel loro carattere naturale, sia l'origine che la prova della vera fede. In questa prospettiva, la ragione speculativa è considerata fallibile per l'impossibilità intrinseca di obiettività nelle analisi che abbiano implicazioni morali.

### I 13 principi di fede di Maimonide
Rabbi Moshe ben Maimon, meglio noto come Maimonide o "Il Rambam" (1135-1204 e.v.), visse in un'epoca quando sia il cristianesimo che l'islam stavano sviluppando le rispettive teologie in maniera dinamica. Agli studiosi ebrei veniva spesso richiesto di dimostrare la loro fede a controparti di altre religioni. I 13 principi di fede del Rambam furono formulati nel suo commentario della Mishnah (trattato Sanhedrin, cap. 10). Fu uno dei molti sforzi da parte di teologi ebrei del Medioevo per creare un tale elenco. Al tempo di Maimonide, i centri di cultura e di diritto ebraici erano dispersi geograficamente e l'Ebraismo non aveva più una autorità centralizzata che potesse dare un'approvazione ufficiale ai suoi principi di fede.
I 13 principi di Maimonide furono controversi quando proposti per la prima volta, provocando la critica dei teologi ebrei Hasdai Crescas e Joseph Albo, disapprovando il fatto che riducessero al minimo l'accettazione di tutta la Torah (Rabbi S. di Montpelier, Yad Rama, Y. Alfacher, Rosh Amanah). I 13 principi furono quindi successivamente ignorati da gran parte della comunità ebraica per alcuni secoli. Nel corso del tempo, due repliche poetiche di questi principi (Ani Ma'amin e Yigdal) divennero canonizzate nel libro di preghiere ("Siddur"). Alla fine, i 13 principi di fede maimonidei diventarono, e sono tuttora, la professione di fede più ampiamente accettata.
Da rilevare che Maimonide, nell'elencare detti principi, incluse il seguente avvertimento: "Non esiste differenza tra [l'affermazione biblica] 'sua moglie era Mehithabel' [Genesi 10,6] da una parte [cioè, un versetto "non importante"] e 'Ascolta, O Israele' dall'altra [cioè, un versetto "importante"]... chiunque neghi anche tali versetti in tal modo nega Dio e mostra disprezzo per i suoi insegnamenti più di qualsiasi altro scettico, perché egli ritiene che la Torah possa essere divisa in parti essenziali e non essenziali ..." L'unicità dei 13 principi fondamentali era che anche un rifiuto per ignoranza poneva la persona fuori dall'Ebraismo, mentre il rifiuto del resto della Torah doveva essere un atto cosciente per definire la persona come non credente. Altri, come il rabbino Giuseppe Albo e il Raavad, criticarono la lista di Maimonide come contenente elementi che, sebbene veri, a loro parere non ponevano chi li respingeva per ignoranza nella categoria di eretici. Molti altri criticavano qualsiasi formulazione di questo tipo come riduttiva ai minimi termini l'accettazione di tutta la Torah (cfr. supra). Comunque, come già affermato, né Maimonide né i suoi contemporanei vedevano questi principi come onnicomprensivi della fede ebraica, ma piuttosto come le basi teologiche fondamentali per l'accettazione dell'Ebraismo.

### I principi di fede dopo Maimonide
I successori di Maimonide, dal XIII al XV secolo — Nahmanide, Abba Mari ben Moses, Simon ben Zemah Duran, Joseph Albo, Isaac Arama e Joseph Jaabez — ridussero i suoi 13 articoli a tre credenze centrali: Fede in Dio; nella Creazione (o rivelazione); e nella Provvidenza (o retribuzione).
Altri, come Crescas e David ben Samuel Estella, proposero sette articoli fondamentali, con particolare attenzione al libero arbitrio. D'altra parte, David ben Yom-Tob ibn Bilia, nel suo Yesodot ha-Maskil ("Fondamenti dell'Uomo Pensante"), aggiunge ai 13 di Maimonide, i suoi personali 13 — numero che scelse anche un contemporaneo di Albo; mentre Jedaiah Penini, nell'ultimo capitolo della sua opera Behinat ha-Dat, elencò non meno di 35 principi cardinali.
Isaac Abrabanel, nel suo Rosh Amanah, assunse la stessa posizione in merito al credo di Maimonide. Mentre difendeva Maimonide contro Hasdai e Albo, egli rifiutava però di accettare articoli dogmatici nell'Ebraismo, criticando qualsiasi formulazione che minimizzasse l'accettazione di tutti i 613 mitzvot.

### L'influenza dell'illuminismo
Verso la fine del XVIII secolo, l'Europa fu travolta da un gruppo di movimenti intellettuali, sociali e politici, conosciuti nel loro complesso come Illuminismo. Questi movimenti promuovevano il libero pensiero e la ricerca scientifica, permettendo alle persone di mettere in discussione dogmi religiosi precedentemente incrollabili. Come per il Cristianesimo, anche l'Ebraismo sviluppò numerose risposte a questo fenomeno senza precedenti. Una di queste (Haskalah) vedeva l'Illuminismo come positivo, mentre un'altra lo considerava come negativo. L'Illuminismo significava uguaglianza e libertà per molti ebrei in molti paesi, per cui si riteneva che dovesse essere accolto con grande favore. Lo studio scientifico dei testi religiosi permetteva alle persone di esaminare la storia dell'Ebraismo. Alcuni ebrei ritenevano che l'Ebraismo dovesse accettare il pensiero laico moderno e cambiare in base a queste nuove idee. Altri, invece, reputavano che la natura divina dell'Ebraismo precludesse la modifica di qualsiasi credenza fondamentale.
I gruppi che accettano un'influenza esterna nella pratica dell'Ebraismo sono conosciuti come conservatori e riformati. Gli ebrei che non hanno accettato nessun cambiamento fondamentale all'Ebraismo rabbinico sono conosciuti come ortodossi.

### Teologia dell'Olocausto
A causa dell'enormità dell'Olocausto, molti hanno riesaminato i concetti teologici classici sulla bontà di Dio e le sue azioni nel mondo. Altri mettono in discussione se si possa ancora aver fede dopo l'Olocausto. Alcune risposte teologiche a queste domande sono esplorate nella Teologia dell'Olocausto.

## Principi di fede nell'Ebraismo moderno

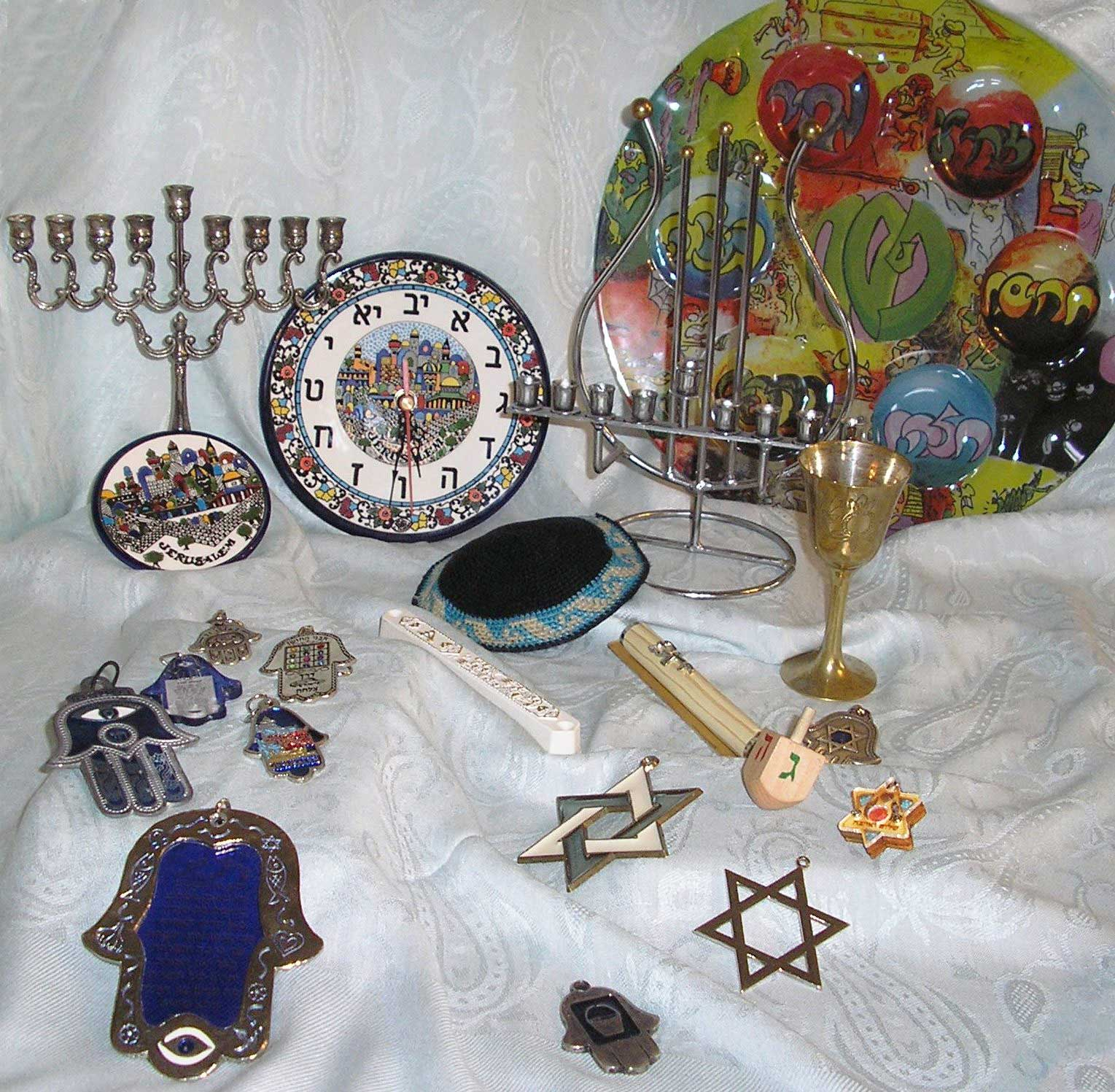
Simboli moderni dell'Ebraismo: Stella di David, Hanukiah, Hamsa, Kippah, Mezuzah, Dreidel, Piatto della Pesach, Coppa del Kiddush, Immagine di Gerusalemme.

### Principi dell'Ebraismo Ortodosso
L'Ebraismo ortodosso si considera essere in diretta continuità con l'Ebraismo rabbinico storico. Pertanto, come già esposto (cfr. supra), accetta la speculazione filosofica e le dichiarazioni dogmatiche solo nella misura in cui esistono all'interno della Torah orale e scritta, e siano con essa compatibili. Nella pratica, gli ortodossi pongono estrema importanza sull'osservanza dei comandamenti. Il dogma viene considerato l'implicito puntello della pratica dei mitzvot.
In base a questo, non esiste un'affermazione ufficiale di principi confessionali. Piuttosto, tutte le formulazioni fatte da passati autorevoli studiosi della Torah sono considerate possedere una possibile validità. Tuttavia, i 13 principi di Maimonide hanno una certa priorità su altre formulazioni: spesso vengono pubblicati nei libri di preghiera e in molte congregazioni un inno (Yigdal) che li incorpora, è cantato il venerdì notte (l'inclusione dello Yigdal, tuttavia, non è esclusivo dell'Ebraismo ortodosso.)

### Principi dell'Ebraismo Conservatore
L'Ebraismo conservatore si è sviluppato in Europa e negli Stati Uniti alla fine del 1800, quando gli ebrei reagirono ai cambiamenti introdotti dall'Illuminismo e dall'emancipazione. Per molti versi fu una reazione a quelli che venivano considerati come gli eccessi del movimento di riforma. Per gran parte della storia del movimento, l'Ebraismo conservatore deliberatamente evitò di pubblicare spiegazioni sistematiche di teologia e di fede; ciò era un tentativo consapevole di tenere insieme un'ampia coalizione. Tale preoccupazione scomparve quando l'ala sinistra del movimento si venne a staccare nel 1968 per formare il movimento ricostruzionista, e dopo che la destra si staccò nel 1985 per formare l‘Unione dell'Ebraismo Tradizionale.
Nel 1988, il Consiglio Direttivo dell'Ebraismo Conservatore ha finalmente rilasciato una dichiarazione ufficiale di fede: "Emet Ve-Emunah: Dichiarazione dei Principi dell'Ebraismo Conservatore". La dichiarazione asseriva che un ebreo deve affermare certe credenze. Tuttavia, il rabbinato conservatore rilevava inoltre che la comunità ebraica non ha mai sviluppato alcun catechismo obbligatorio. Quindi "Emet ve-Emunah" afferma la fede in Dio e nella rivelazione divina della Torah agli ebrei, ma afferma anche la legittimità di interpretazioni multiple di questi temi. L'ateismo, i concetti trinitari di Dio, e il politeismo sono tutti ricusati. Anche tutte le forme di relativismo, di letteralismo e di fondamentalismo sono respinte. I conservatori sostengono che la Legge ebraica è ancora valida e indispensabile, ma rispetto alla visione ortodossa, intrattengono anche una visione più aperta e flessibile di come legge si è sviluppata o si debba sviluppare .

### Principi dell'Ebraismo Riformato
L'Ebraismo riformato, e in particolare quello nordamericano, ha avuto una serie di piattaforme confessionali ufficiali ma, in contrasto con l'Ebraismo rabbinico, respinge l'idea che gli ebrei debbano avere specifiche credenze. La prima piattaforma riformata è stata la Dichiarazione dei Principi ("La piattaforma Pittsburgh") del 1885 - la dichiarazione adottata da una riunione di rabbini riformati degli Stati Uniti del 16-19 novembre 1885.
La piattaforma successiva – The Guiding Principles of Reform Judaism ("The Columbus Platform") – fu pubblicata dalla Central Conference of American Rabbis (CCAR) nel 1937.
La CCAR ha riscritto i suoi principi nel 1976 con il suo Reform Judaism: A Centenary Perspective e riscritto ancora nel 1999 con una "Dichiarazione dei Principi per la Riforma dell'Ebraismo" Mentre le bozze originali della Dichiarazione del 1999 chiedeva agli ebrei riformati di prendere in considerazione alcune pratiche tradizionali su base volontaria, in seguito la maggior parte di tali suggerimenti vennero rimossi. La versione finale è pertanto simile alla dichiarazione del 1976.
Secondo la CCAR, l'autonomia personale ha sempre la precedenza su queste piattaforme; i laici non sono costretti ad accettare tutte, o anche solo qualcuna delle credenze indicate in queste piattaforme. il Presidente della Central Conference of American Rabbis (CCAR), Rabbi Simeon J. Maslin ha scritto un opuscolo sull'Ebraismo riformato, dal titolo What We Believe...What We Do... ("Cosa crediamo... Cosa facciamo..."). In esso si afferma che "se qualcuno dovesse tentare di rispondere a queste due domande autorevolmente a nome di tutti gli ebrei riformati, tali risposte sarebbero false. Perché? Perché uno dei principi guida dell'Ebraismo Riformato è l'autonomia dell'individuo. L'ebreo riformato ha il diritto di decidere se o meno associarsi a questa particolare credenza o a quella particolare pratica." L'Ebraismo riformato afferma "il principio fondamentale del Liberalismo: che l'individuo prenda in considerazione questo corpo di mitzvot e minhagim in uno spirito di libertà e di scelta. Tradizionalmente Israele iniziò con Harut, il comandamento inciso sulle Tavole, che poi divenne Libertà. L'ebreo riformato inizia con herut (ebr. חרות, lett. libertà), la libertà di decidere quale sarà la Harut - incisa sulle Tavole personali della propria vita."

### Principi dell'Ebraismo Ricostruzionista
L'Ebraismo ricostruzionista è una denominazione americana che ha una teologia naturalista; questa teologia è una variante del naturalismo di John Dewey. Il naturalismo di Dewey combinava convinzioni atee con terminologia religiosa per costruire una filosofia religiosamente soddisfacente per coloro che avevano perso la fede nella religione tradizionale. Il Ricostruzionismo nega che Dio sia personale o soprannaturale. Piuttosto, afferma che Dio sia la somma di tutti quei processi naturali che permettono all'uomo di diventare autosufficiente e realizzato. Rabbi Mordecai Kaplan ha scritto che "credere in Dio significa dare per scontato che è destino dell'uomo elevarsi al di sopra del bruto ed eliminare tutte le forme di violenza e di sfruttamento da parte della società umana."
La maggior parte degli ebrei ricostruzionisti respinge il teismo, e invece si definiscono religiosi naturalisti. Questi punti di vista sono stati criticati per il fatto che sono in realtà ateisti, e che sono stati resi accettabili agli ebrei cambiandone il termine. Una minoranza significativa di ricostruzionisti hanno rifiutato di accettare la teologia di Kaplan, e invece affermano una visione teistica di Dio.
Come per l'Ebraismo riformato, quello ricostruzionista sostiene che l'autonomia personale ha precedenza sulla Legge e la teologia ebraiche. Non chiede che i suoi aderenti intrattengano particolari credenze, né chiede che la Halakhah sia accettata come normativa. Nel 1986, l'Associazione Rabbinica Riconstruzionista (RRA) e la Federazione delle Congregazioni Ricostruzioniste (FRC) hanno approvato una "Piattaforma del Ricostruzionismo" ufficiale (in 2 pagine). Non è una dichiarazione obbligatoria di principi, ma piuttosto un consenso di credenze attuali. I punti principali della piattaforma sono:
- L'Ebraismo è il risultato di un naturale sviluppo umano. Non esiste un cosiddetto intervento divino.
- L'Ebraismo è una civiltà religiosa in evoluzione.
- Sionismo e aliyah (immigrazione in Israele) sono incoraggiati.
- I laici, e non solo i rabbini, possono prendere decisioni.
- La Torah non è stata ispirata da Dio, ma proviene solo dallo sviluppo sociale e storico del popolo ebraico.
- Tutte le idee classiche di Dio sono respinte. Dio viene ridefinito come la somma delle potenze o processi naturali, che permette all'uomo di ottenere l'autosufficienza e il miglioramento morale.
- L'idea che Dio abbia scelto il popolo ebraico per un qualsiasi scopo, in qualsiasi modo, è "moralmente insostenibile", perché chiunque abbia tali credenze "implica la superiorità della comunità eletta e il rifiuto delle altre".
Questo punto specifico pone gli ebrei ricostruzionisti in contrasto con tutti gli altri ebrei, siccome sembra accusare tutti gli altri ebrei di essere razzisti. Ebrei al di fuori del movimento ricostruzionista rifiutano strenuamente questa accusa.

### Riferimenti
1. 1 2  Louis Jacobs, "Chapter 2: The Unity of God" in A Jewish Theology (1973), Behrman House.
2. ↑  Aryeh Kaplan, The Handbook of Jewish Thought (1979), e
Maznaim, p. 9.
3. ↑  Norbert Max Samuelson, Revelation and the God of Israel (2002), Cambridge University Press, p. 126.
4. ↑  Marc Angel, A Dictionary of the Jewish-Christian Dialogue, Paulist Press (1995), p. 40. ISBN 0809135825
5. ↑  Maimonide, Guida dei Perplessi, trad. rabbino Chaim Menachem (Hackett, 1995).
6. ↑  Dan Cohn-Sherbok, Judaism: History, Belief, and Practice (2003), Psychology Press, p. 359.
7. ↑  Louis Jacobs, "Chapter 6: Eternity" in A Jewish Theology, Behrman House (1973), pp. 81-93.
8. 1 2 3  Clark M. Williamson, A Guest in the House of Israel: Post-Holocaust Church Theology (1993), Westminster John Knox Press: pp. 210-215.
9. 1 2 3  Louis Jacobs, "Chapter 5: Omnipotence and Omniscience" in A Jewish Theology (1973), Behrman House, pp. 76-77.
10. 1 2  Samuel S. Cohon. What We Jews Believe (1931), Union of American Hebrew Congregations.
11. 1 2 3  Edward Kessler, What Do Jews Believe?: The Customs and Culture of Modern Judaism (2007), Bloomsbury Publishing, pp. 42-44.
12. ↑  Morris N. Kertzer, What Is a Jew (1996), Simon and Schuster, pp. 15-16.
13. ↑  Joseph Telushkin, Jewish Literacy: The Most Important Things to Know About the Jewish Religion, Its People, and Its History (ediz. riveduta, 2008), HarperCollins, p. 472.
14. ↑  Christian Smith & Patricia Snell, Souls in Transition: The Religious and Spiritual Lives of Emerging Adults (2009), Oxford University Press, pp. 119-120.
15. ↑  Ronald H. Isaacs, Every Person's Guide to Jewish Philosophy and Philosophers (1999), Jason Aronson, pp. 50-51.
16. ↑  Meir Bar-Illan, "Prayers of Jews to Angels and Other Mediators in the First Centuries CE" in Saints and Role Models in Judaism and Christianity (curato da Joshua Schwartz & Marcel Poorthuis), pp. 79-95.
17. 1 2  Marc Angel, "Afterlife" in A Dictionary of the Jewish-Christian Dialogue (1995), cur. da Leon Klenicki & Geoffrey Wigoder, Paulist Press, pp. 3-5.
18. 1 2 3  Eugene B. Borowitz, Naomi Patz, "Chapter 19: Our Hope for a Messianic Age" in Explaining Reform Judaism (1985), Behrman House.
19. 1 2  Peter A. Pettit, "Hebrew Bible" in A Dictionary of Jewish-Christian Relations (2005), cur. da Edward Kessler & Neil Wenborn, Cambridge University Press.
20. 1 2  Christopher Hugh Partridge, Introduction to World Religions (2005), Fortress Press, pp. 283-286.
21. 1 2  Jacob Neusner, The Talmud: What It Is and What It Says (2006), Rowman & Littlefield.
22. 1 2  Adin Steinsaltz, "Chapter 1: What is the Talmud?" in The Essential Talmud (2006), Basic Books, pp. 3-9.
23. ↑  Cfr. dettagli in Bibliografia.
24. ↑  Ronald L. Eisenberg, What the Rabbis Said: 250 Topics from the Talmud (2010), ABC-CLIO, pp. 311-313.
25. ↑   Osea 6.6, su La Parola - La Sacra Bibbia in italiano in Internet.
26. ↑   Genesi 8.21, su La Parola - La Sacra Bibbia in italiano in Internet.
27. ↑   Salmi 51.5, su La Parola - La Sacra Bibbia in italiano in Internet.
28. 1 2 3  Edward Kessler, "Original sin" in A Dictionary of Jewish-Christian Relations (2005), cur. da Edward Kessler & Neil Wenborn, Cambridge University Press, pp. 323-324.
29. ↑  (EN) Rebecca Alpert, Judaism, Reconstructionist, in The Cambridge Dictionary of Judaism and Jewish Culture, Cambridge University Press, 2011,  p. 346.
30. ↑  Menachem Kellner, Dogma in Medieval Jewish Thought
31. ↑  Declaration of Principles - "The Pittsburgh Platform"|, The Central Conference of American Rabbis (1885). URL consultato 06/01/2013
32. ↑  "The Guiding Principles of Reform Judaism" - "The Columbus Platform", The Central Conference of American Rabbis (1937).URL consultato 06/01/2013
33. ↑  "Reform Judaism: A Centenary Perspective", The Central Conference of American Rabbis (1976).URL consultato 06/01/2013
34. ↑  "A Statement of Principles for Reform Judaism", The Central Conference of American Rabbis (1999). URL consultato 06/01/2013
35. ↑  Bernard Martin (cur.), Contemporary Reform Jewish Thought, Quadrangle Books (1968).
36. ↑  FRC Newsletter, Settembre 1986, pp. D, E.